# 631
| [ Edytuj tabelę ]          |                                       |
| Cesarz Bizancjum           | - 610 Herakliusz 641                  |
| Cesarz Chin                | - 626 Tang Taizong 649                |
| Król Essexu                | - 617 Sigeberht I Mały 653            |
| Król Franków               | - 629 Charibert II 632                |
| Cesarz Japonii             | - 629 Jomei 641                       |
| Król Kentu                 | - 616 Eadbald 640                     |
| Patriarcha Konstantynopola | - 610 Sergiusz I 638                  |
| Władca Korei               | - 618 Yŏngnyu 642                     |
| Król Longobardów           | - 626 Arioald 636                     |
| Król Mercji                | - 626 Penda 655                       |
| Papież                     | - 625 Honoriusz I 638                 |
| Król Persji                | - 630 Hormizd V 632                   |
| Król Wizygotów             | - 621 Swintila 631 - 631 Sisenand 636 |

Rok 631 / DCXXXI
stulecia: VI wiek ~
VII wiek ~
VIII wiek

lata: 621 «
626 «
627 «
628 «
629 «
630 «
631
» 632
» 633
» 634
» 635
» 636
» 641

## Wydarzenia
- Trzęsienie ziemi w Palestynie.
- Samon pokonał Franków w bitwie pod Wogastisburgiem.